# Xtreme Couture Mixed Martial Arts
Xtreme Couture Mixed Martial Arts ist eine Mixed-Martial-Arts-Trainingsorganisation, die vom früheren UFC-Champion Randy Couture im Jahr 2006 gegründet wurde. Der Hauptsitz des Unternehmens ist in Las Vegas, das via Franchising noch weitere Sitze in den USA und Kanada hat.

## Trainer
Xtreme Couture besitzt eine Reihe erfolgreicher Trainer, darunter Ron Frazier (Boxen), Neil Melanson (Wrestling und Jiu-Jitsu), Ray Sefo (Striking), Jake Bonacci (Kraft und Kondition), Lance Freimuth (Wrestling), Kui Gonsalves-Kanoho (MMA/Striking), Brian Keck (Wrestling), Gil Martinez (Boxen), Alex Schoenauer (MMA), Chris Ben-Tchavtchavadze (Boxen) und Erin Toughill (MMA).

## Berühmte Kämpfer
In dem Trainingsstall stehen viele berühmte MMA-Kämpfer unter Vertrag, darunter:
- Randy Couture – (UFC)
- Ryan Couture – (Tuff-N-Uff Amateur Fighting Championships)
- Forrest Griffin – (UFC)
- Gray Maynard – (UFC)
- Jay Hieron – (IFL, Strikeforce, Affliction Entertainment)
- Frank Trigg – (Pride Fighting Championships, World Victory Road, Rumble on the Rock, UFC)
- Amir Sadollah – (UFC)
- Ray Sefo – (K-1)
- Brice Ritani-coe – (A Night of Combat)
- Dennis Davis – (IFL)
- Jan Nortje – (K-1)
- Mike Pyle – (IFL, Elite Xtreme Combat, World Victory Road, Affliction Entertainment, UFC)
- Johny Hendricks – (World Extreme Cagefighting, UFC)
- Tyson Griffin – (Strikeforce, UFC)
- Gina Carano – (Strikeforce, Elite Xtreme Combat)
- Martin Kampmann – (UFC)
- Phil Friedman – (IFL)
- John Alessio – (UFC, KOTC, Pride Fighting Championships, World Extreme Cagefighting, Dream, Maximum Fighting Championship)
- Todd Duffee – (UFC)
- Vitor Belfort (UFC)